# Nöllenhammer (Wuppertal)

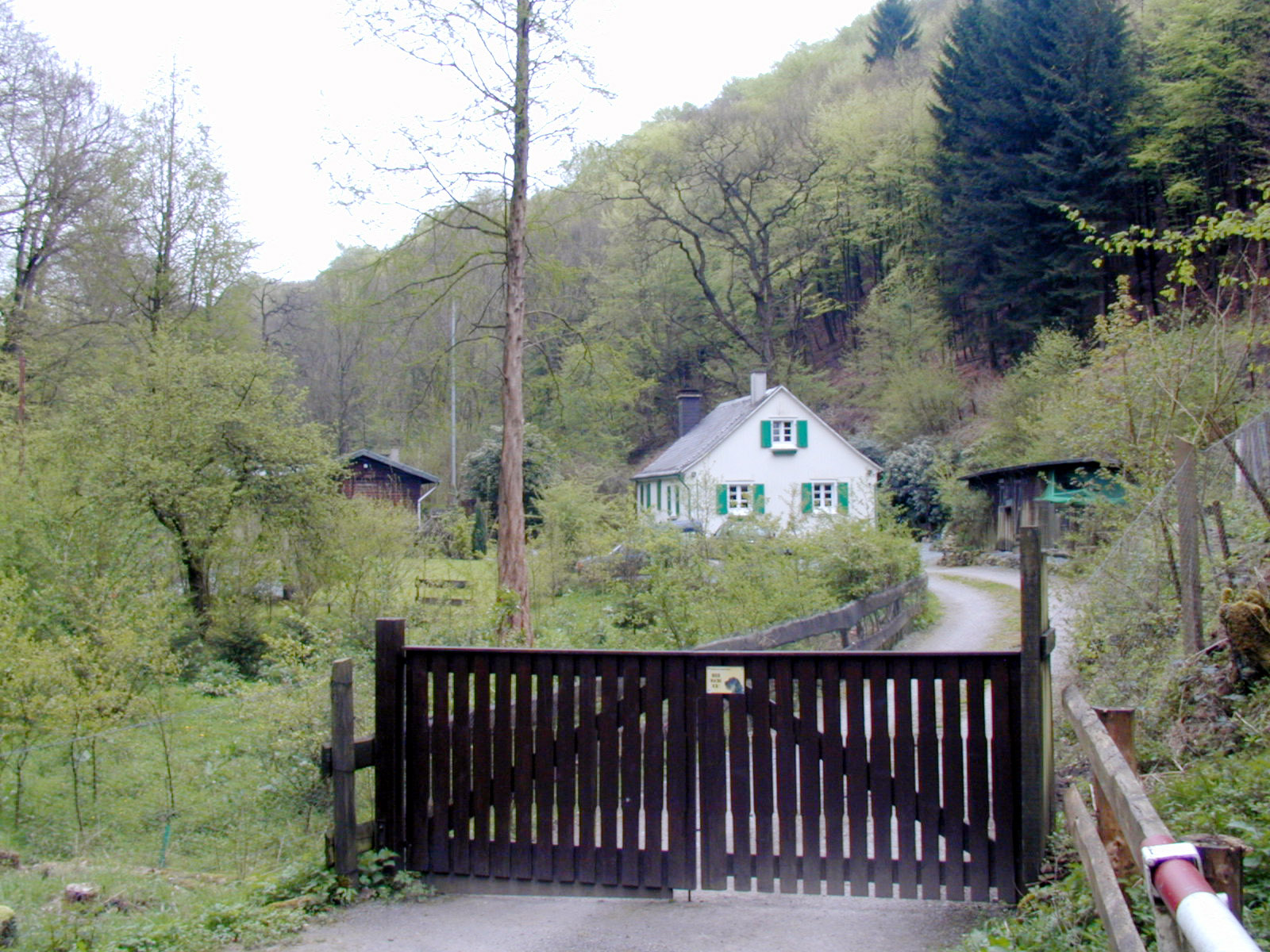
Der Nöllenhammer (2009 abgerissen)

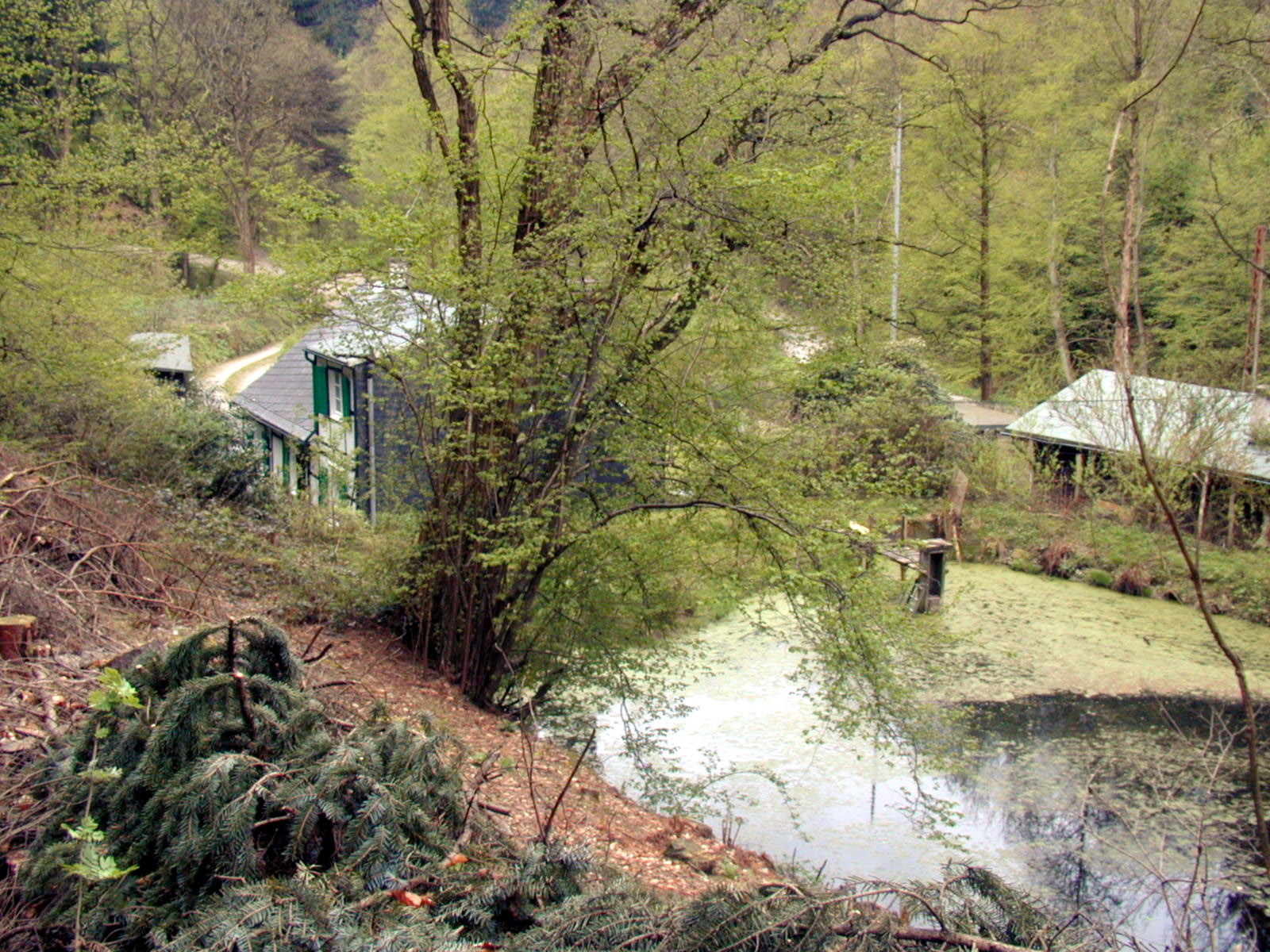
Rückwärtiger Teil vor dem Abriss

Der Nöllenhammer war ein Hammerwerk im Staatsforst Burgholz in Wuppertal. Das Gebäude am Standort wurde im Frühjahr 2009 abgerissen. Er wurde vom Burgholzbach angetrieben, der seinerzeit Diepenbach hieß. In unmittelbarer Nähe mündet der Nöllenhammer Bach in den Burgholzbach.

## Geschichte

### Das Hammerwerk
Der Nöllenhammer diente als Reckhammer und wurde um 1607 für Peter und Grieht Eschbach unter umfangreichen Auflagen der Regierung des Herzogs Johann Wilhelm I. erbaut. Hierzu gehörte das Verbot, neben dem Hammer eine Wohnstätte oder weitere Wege durch das Burgholz anzulegen. Auch der Holzeinschlag wurde untersagt.
Am Morsbach und anderen Wasserläufen in der Region waren schon längere Zeit vor 1600 Hämmer und Schleifkotten errichtet worden. Wegen zu hoher Nutzungsdichte wich man danach vermehrt auf kleinere Bäche wie etwa den Diepenbach oder den Kaltenbach aus.
Die Eschbachs übertrugen 1621 den Hammer an Johannes und Mettelen Reinhagen, da sie nach Dänemark auswanderten.

### Trinkwasserversorgung
Am Ende des 19. Jahrhunderts wurde in der Nähe des Nöllenhammers ein Pumpwerk eingerichtet, um die wachsende Bevölkerung Cronenbergs besser mit Trinkwasser zu versorgen. Der dazu errichtete Neuenhauser Wasserturm, der bis 1966 in Betrieb war, reichte schon bald nicht mehr für den Bedarf Cronenbergs aus und man überlegte weitere Lösungen. Eine Talsperre des Burgholzbaches an dieser günstigen Stelle am Nöllenhammerteich wurde dafür ins Auge gefasst. Die Planungen sahen eine 21 Meter hohe Staumauer vor, die zu einem Stausee von rund 440.000 Kubikmetern hätte führen können. Aufgrund der hohen Kosten und der mangelnden Deckung des weiter zunehmenden Trinkwasserbedarfs durch den Stausee wurde der Plan 1926 verworfen.

### Der Rückbau
Bis 2009 bestand am Nöllenhammer ein Forststützpunkt, der sich aus den Bauwerken Nöllenhammerweg 1 und 2 zusammensetzte. Deren Nutzung war schon vor längerer Zeit aufgegeben worden und eine Reaktivierung erschien nicht sinnvoll. Auch eine erneute Nutzung als Wohnraum wurde aufgrund des ausgewiesenen Naturschutzgebietes und der abgelegenen Lage nicht in Betracht gezogen. Die lokale Ortsgruppe der Waldjugend, die den Standort ebenfalls nutzte, konnte die Gebäude auch nicht übernehmen.
Die Gebäude wurden im April 2009 niedergelegt, allein der Fahrzeugschuppen und die sogenannte „Nöllenhammer-Hütte“ blieben erhalten. Der Sockel des ehemaligen Wohnhauses wird erhalten bleiben und als Bodendenkmal ausgewiesen. Das Gebäude wurde nur bis ca. 50 cm unter der Oberkante des Geländes abgetragen und der Bereich darunter anschließend mit Bodenmaterial verfüllt. Andere ehemalige, nicht durch den Denkmalschutz geschützte Nutzungen, wie Verkehrsflächen, Reste alter Fischteiche, Zäune und Zierpflanzenbestände, wurden ebenfalls entfernt. Die Kosten des Rückbaues betrugen rund 100.000 Euro.